# Amtsgericht Tittmoning

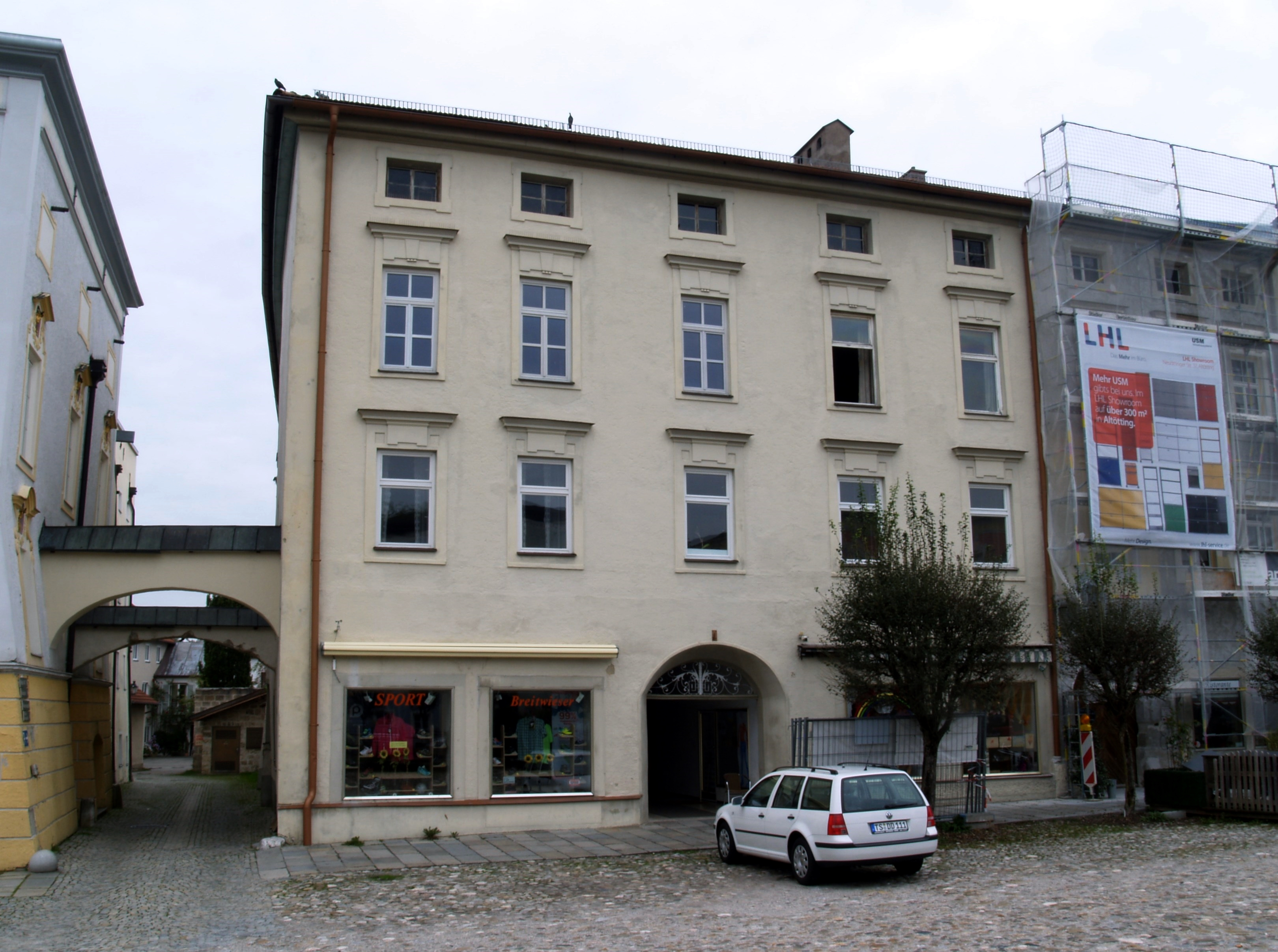
Ehemaliges Gericht in Tittmoning am Stadtplatz 2a

Das Amtsgericht Tittmoning war ein von 1879 bis 1930 bestehendes Amtsgericht mit Sitz in der Stadt Tittmoning.

## Geschichte
Tittmoning wurde als ehemals salzburgische Stadt mit dem Sitz eines Pfleggerichtes gegen die bayerischen Städte Burghausen und Neuötting ausgebaut und kam erst 1810 vorläufig und 1816 nach dem Wiener Kongress zusammen mit dem „Rupertiwinkel“ endgültig zu Bayern.
Das in Tittmoning ansässige „Landgericht älterer Ordnung“ war in Bayern bis 1862 eine staatliche Verwaltungseinheit der unteren Ebene, mit Verwaltungsaufgaben ähnlich den heutigen Landkreisen. Das Landgericht Tittmoning war dann ab 1862 mit der Schaffung des Bezirksämter nur noch für die Rechtsprechung zuständig.
Anlässlich der Einführung des Gerichtsverfassungsgesetzes am 1. Oktober 1879 kam es zur Errichtung eines Amtsgerichts zu Tittmoning, dessen Sprengel aus dem vorhergehenden Landgerichtsbezirk Tittmoning mit Ausnahme zweier an das Amtsgericht Trostberg abgegebener Ortschaften gebildet wurde. Zum Bezirk des Amtsgerichts Tittmoning zählten somit Asten, Freutsmoos, Fridolfing, Kay, Kirchheim, Palling, Pietling, Tengling, Tettenhausen, Tittmoning, Törring und Tyrlaching. Nächsthöhere Instanz war das Landgericht Traunstein.
Mit Wirkung vom 1. Januar 1931 wurde das Amtsgericht Tittmoning aufhoben und dessen Bezirk mit dem Bezirk des Amtsgerichts Laufen vereinigt.

## Amtsgebäude
Das Gebäude des ehemaligen Amtsgerichts, ein stattlicher dreigeschossiger Eckbau, befindet sich am Stadtplatz 2 a–2 b. Das aus zwei Gebäudeteilen mit gemeinsamer klassizistischer Fassade und flachem Walmdach bestehende Baudenkmal ist im Kern teilweise noch mittelalterlich, vermutlich 13./14. Jahrhundert, die restlichen Teile wurden im späten 16. Jahrhundert und 19. Jahrhundert errichtet.